# Palestra de Olimpia
La palestra de Olimpia es una antigua construcción que formaba parte del gimnasio del santuario de Olimpia, en Grecia. Es un edificio cuadrado de 66 metros de lado y una superficie de 4345 metros cuadrados, datado de finales del siglo III a. C. o principios del siglo II a. C.
Se piensa que esta edificación de la Antigua Grecia estaba dedicada al entrenamiento de los luchadores y otros atletas para la práctica de la lucha libre, el pancracio y en ocasiones el boxeo. 
En la actualidad, la palestra de Olimpia se encuentra en ruinas. En 1955–56, el Instituto Arqueológico Alemán la restauró parcialmente, aunque no fue posible una restauración completa puesto que gran parte de las columnas estaban totalmente destruidas.

## Arquitectura
La palestra está orientada a los puntos cardinales con gran precisión y tiene una planta muy simétrica. Como todas las palestras, se organiza en torno a un gran patio cubierto de arena que se usaba como superficie de boxeo o de lucha. Alrededor de este patio hay cuatro pórticos rodeando los lados del rectángulo, hacia los que se abren diversas habitaciones y estancias. Cada pórtico estaba formado por una columnata dórica y era el lugar donde entrenaban los atletas cuando hacía mal tiempo. Los muros exteriores de la palestra estaban construidos con piedra en su parte inferior y con ladrillo en la superior.

Plano del santuario de Olimpia (Grecia). La palestra está marcada con el número 21.

Una de las entradas se sitúa en la esquina noroeste. En el lado sur hay otros dos accesos, flanqueados por dos columnas corintias dístilas in antis (es decir, situadas entre dos tramos de muro). Las entradas dan paso directamente a dos vestíbulos, que tienen una serie de bancos colocados en fila y que conducen a unas antesalas recayentes hacia el pórtico sur.  Entre estas dos antesalas se ubica una estancia alargada y de poca altura con asientos dispuestos en hilera, alineados con un pórtico de columnas jónicas.  Esta habitación se identifica con el apoditerio o vestuario, un lugar donde los atletas podían desvestirse y que debía estar cerca de la entrada principal. Asimismo, era lo suficientemente grande para dar cabida a los deportistas y a sus conocidos.
En la parte norte de la palestra, en el lado opuesto al apoditerio, se sitúa el ephebeum o sala de reuniones.  Esta gran estancia con columnas es más profunda que el apoditerio, pero no ocupa la longitud total del patio. El resto de habitaciones del ala norte son también más profundas, una característica mencionada por Vitruvio para ofrecer una mayor protección contra las inclemencias del tiempo.  También en este lado del edificio hay una salida directa hacia el gimnasio y el resto de sus espacios anexos, ubicados al norte de la palestra. 
En la esquina noreste hay una estancia que se ha identificado como un baño. En ella se encontró un depósito de 4 metros cuadrados de superficie y 1,38 metros de profundidad, revestido de ladrillos y datado de la época romana. Estaba destinado a los baños de agua fría de los atletas.
Una característica inusual de la palestra de Olimpia es la franja de pavimento de hormigón de 24.20 metros de largo por 5.44 metros de ancho en el lado norte de patio, formado por bandas alternas de azulejos acanalados y lisos, dispuestos para crear una ondulación continua a lo largo de la superficie. Se trataba probablemente de una pista para el juego de bolos, como se sugiere por un pavimento similar encontrado en Pompeya junto a algunas bolas pesadas de piedra.
No ha sido posible determinar el uso al cual se destinaban la mayoría de las estancias dispuestas alrededor de los pórticos. Como Olimpia no tenía una población residente, la palestra y el gimnasio no incluirían espacios para conferencias o discursos intelectuales, y podrían haber sido utilizados principalmente por los competidores en los Juegos del santuario.  Los bancos de piedra encontrados en seis de las habitaciones habrían sido con toda probabilidad utilizados por los atletas y espectadores más que por filósofos. Las salas no identificadas incluirían el elaeothesium o depósito de aceite, el konisterium o cuarto para la aplicación de polvos, el almacén de aparatos de entrenamiento y unos cuantos sphairisteria, que eran salas  o patios abiertos para el juego de pelota.

## Galería de imágenes

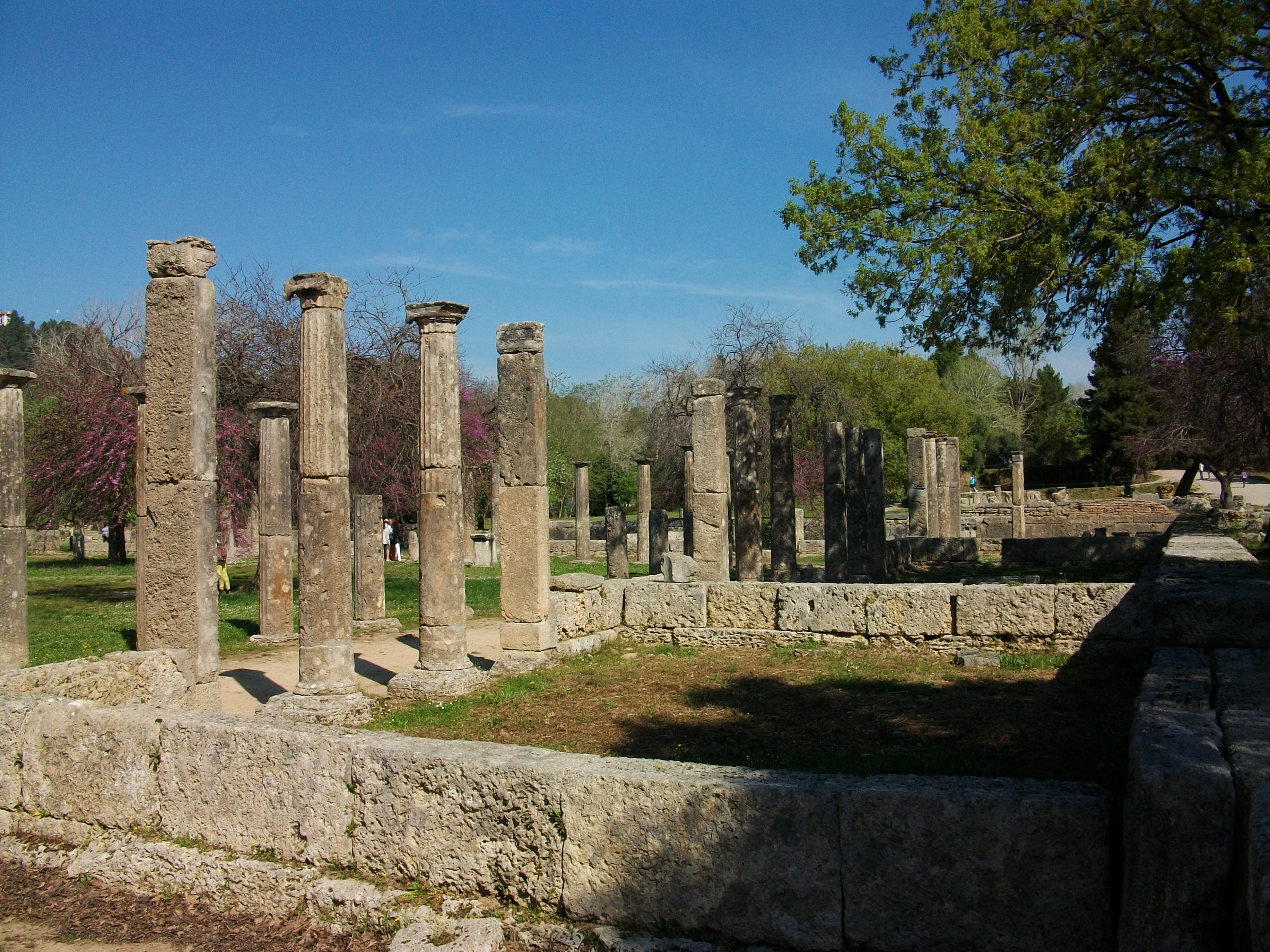
Vista de la palestra de Olimpia.
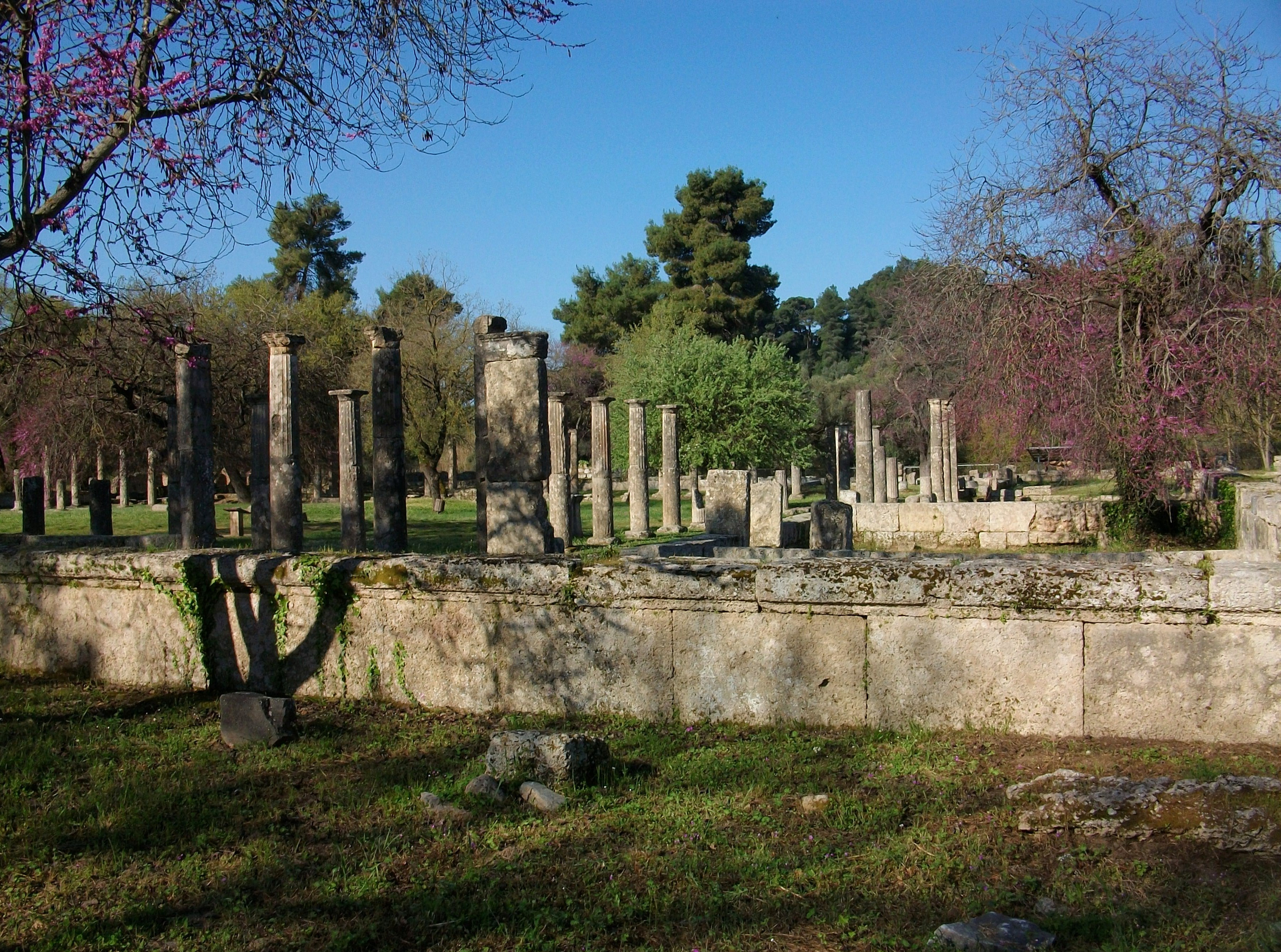
Vista.
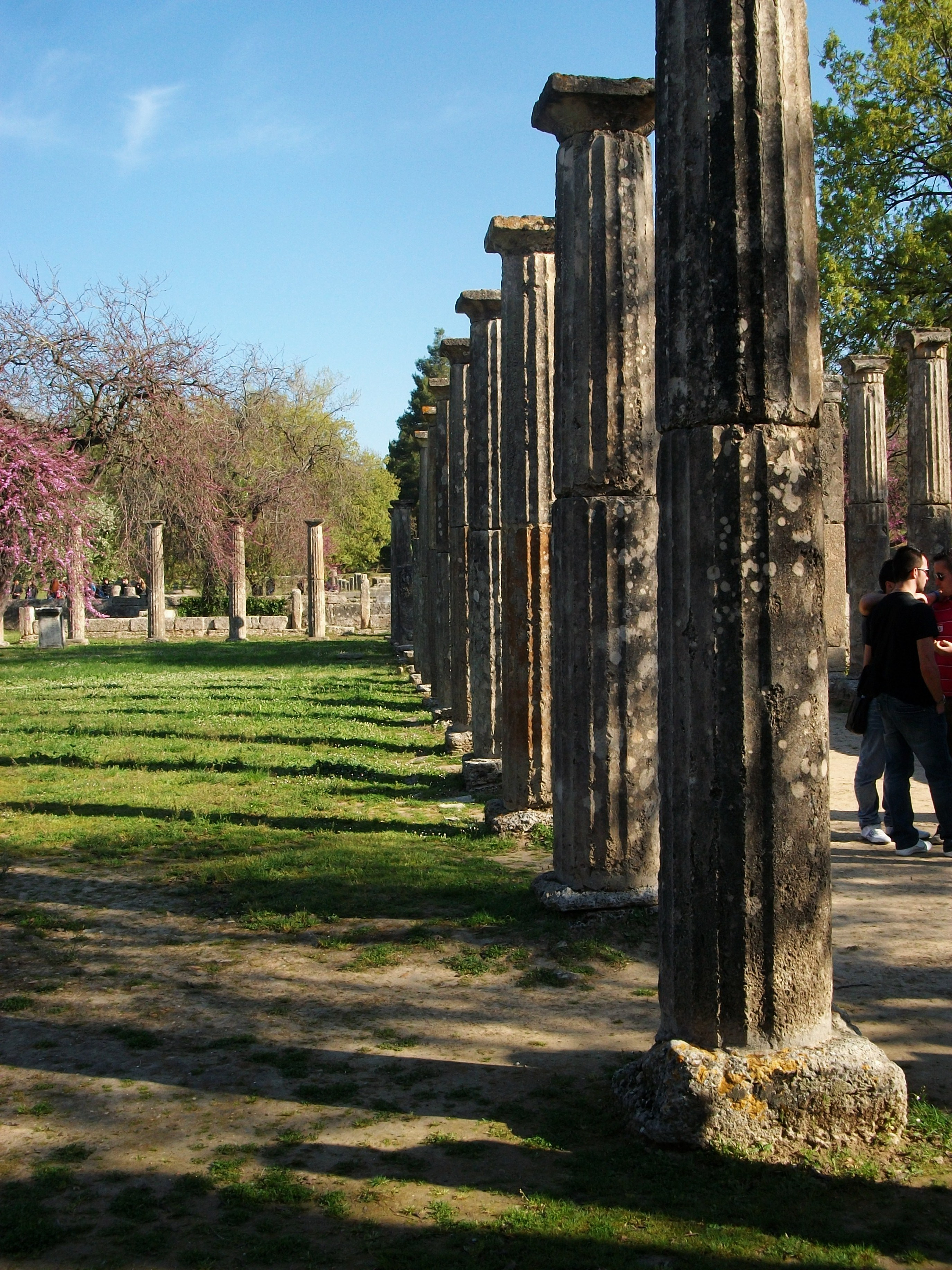
Columnas de la palestra.
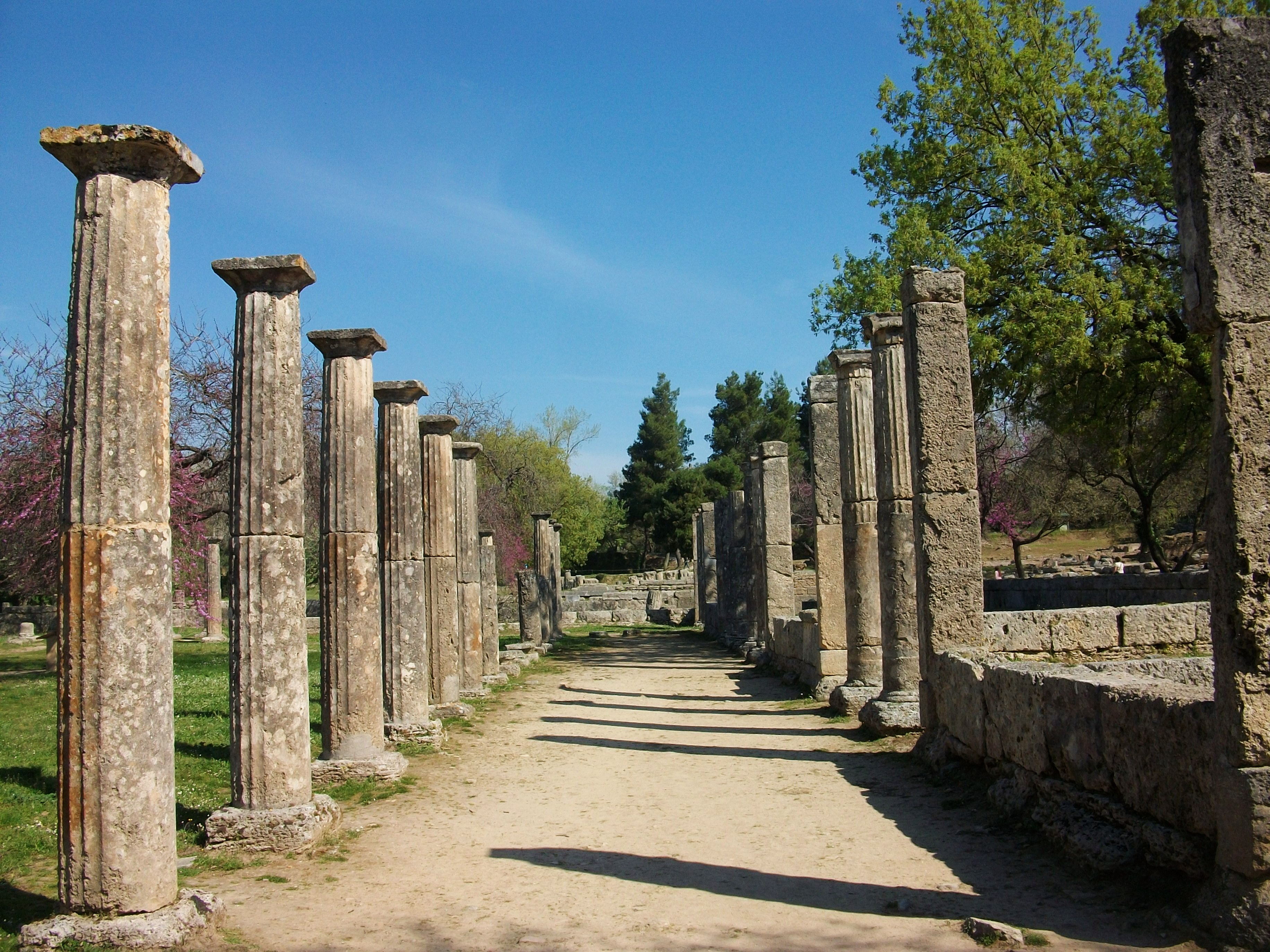
Columnata, patio (derecha) y habitaciones (izquierda).
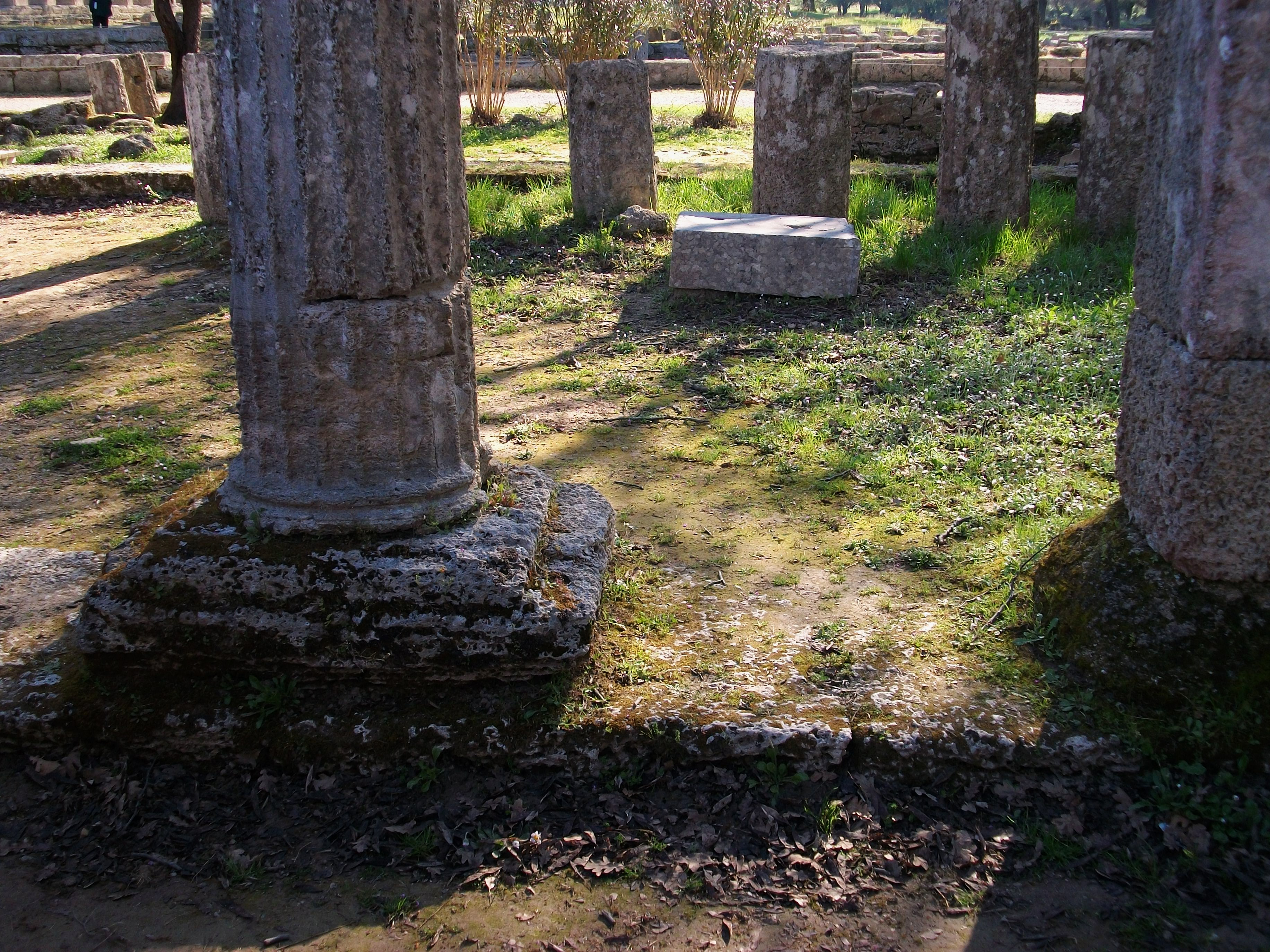
Base de una columna.